# بنك الاتحاد الوطني
بنك الاتحاد الوطني Union National Bank (UNB) في الإمارات العربية المتحدة يقع المقر الرئيسي في أبوظبي تأسس عام 1982 كشركة مساهمة عامة وتساهم فيه كل من حكومتي أبوظبي ودبي.

## الإدارة
- رئيس مجلس إدارة البنك هو سـمو الشيخ نهيان بن مبارك آل نهيان وزير الثقافة والشباب وتنمية المجتمع، كما يضم مجلس الإدارة عدد من الشخصيات رفيعة المستوى في الدولة، بينما تضم قائمة رؤساء الأقسام عددا من أصحاب الخبرة في إدارة الشؤون المصرفية والمالية.[1]

## الشركات التابعة
- شركة الاتحاد للوساطة، واحدة من أولى شركات الوساطة المالية في دولة الإمارات العربية المتحدة وهي شركة تابعة لبنك الاتحاد الوطني. وبالإضافة إلى كونها شركة رائدة في مجال الوساطة المالية، فإن شركة الاتحاد للوساطة تعد من ضمن الشركات الوطنية الأولى التي تعاملت في قطاع الوساطة المالية.[1]
- شركة الوفاق للتمويل، هي شركة تابعة لبنك الاتحاد الوطني تم تأسيسها حديثا لغرض تقديم خدمات تمويل تتوافق مع الشريعة الإسلامية.[1]

## الدمج والاستحواذ
تم دمج البنك مع بنك أبوظبي التجاري ومصرف الهلال بعد استحواذ بنك أبوظبي التجاري على بنك الاتحاد الوطني و مصرف الهلال رسمياً تحت اسم بنك أبوظبي التجاري في يناير 2019.